# ムラサキバレンギク
ムラサキバレンギク（紫馬簾菊、学名：Echinacea purpurea）は、キク科ムラサキバレンギク属の多年草。属名のラテン名でエキナセア（Echinacea）またはエキナケア（同）とも呼ばれる。
北アメリカ原産の多年草。花期は初夏から晩秋にあたる7〜10月頃で、筒状花（花の中央に見える部分）は盛り上がり、舌状花（花弁に見える部分）はやや下向きに咲く。繁殖は、実生、株分けによる。

## 利用
北アメリカの先住民である平原インディアンの間で、薬草として様々な用途に利用されていた。欧米ではハーブティとして飲まれるほか、炎症や傷の治療にも用いられていた。欧州では伝統生薬製剤の欧州指令に従い医薬品ともなっている。多くの人が、エキナセアには免疫力を高める効果があると信じており、風邪やインフルエンザの時に使用されている。

### 有効性
風邪などへの効果について臨床研究の結果は、肯定的なものと否定的なものが混在している。

### 副作用
経口摂取では一般的に副作用は起こさないが、一部の人々では、発疹、喘息の悪化、アナフィラキシーショックなどが見られ、臨床研究では胃腸への副作用が最も多かった。キク科アレルギーの場合アレルギー反応が起こる可能性が高く、喘息やアトピー性皮膚炎の患者など、遺伝的にアレルギーが起こりやすい人の場合も、副作用が起こる可能性は一般よりも高いと懸念されている。

## 画像

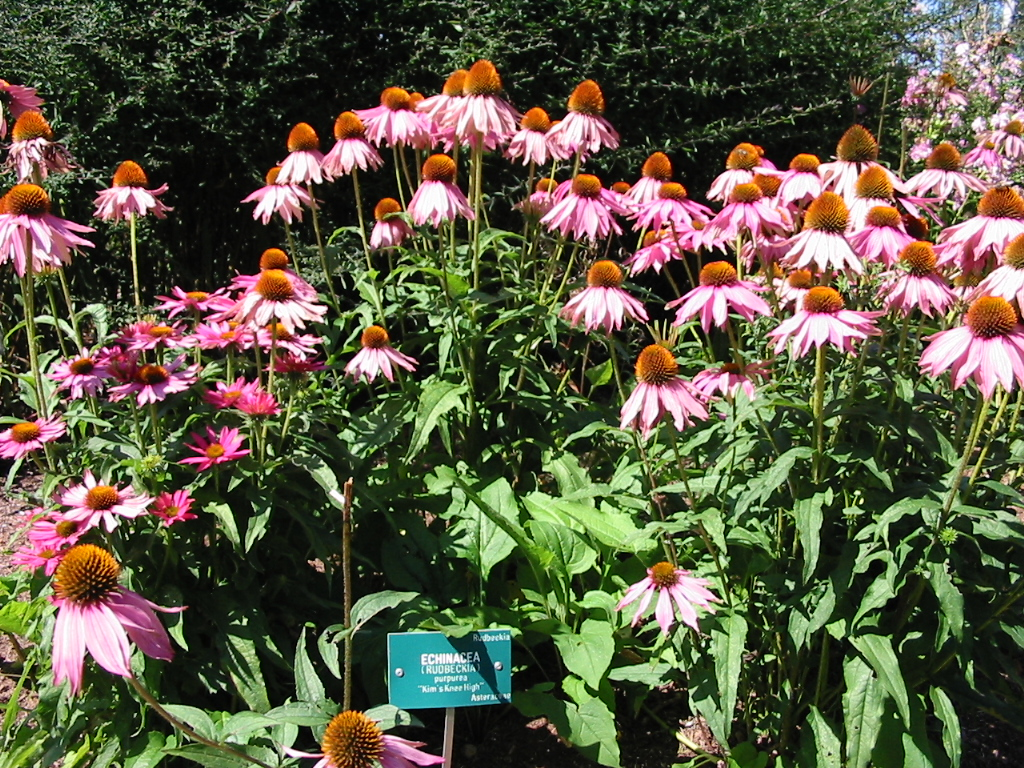
ムラサキバレンギク
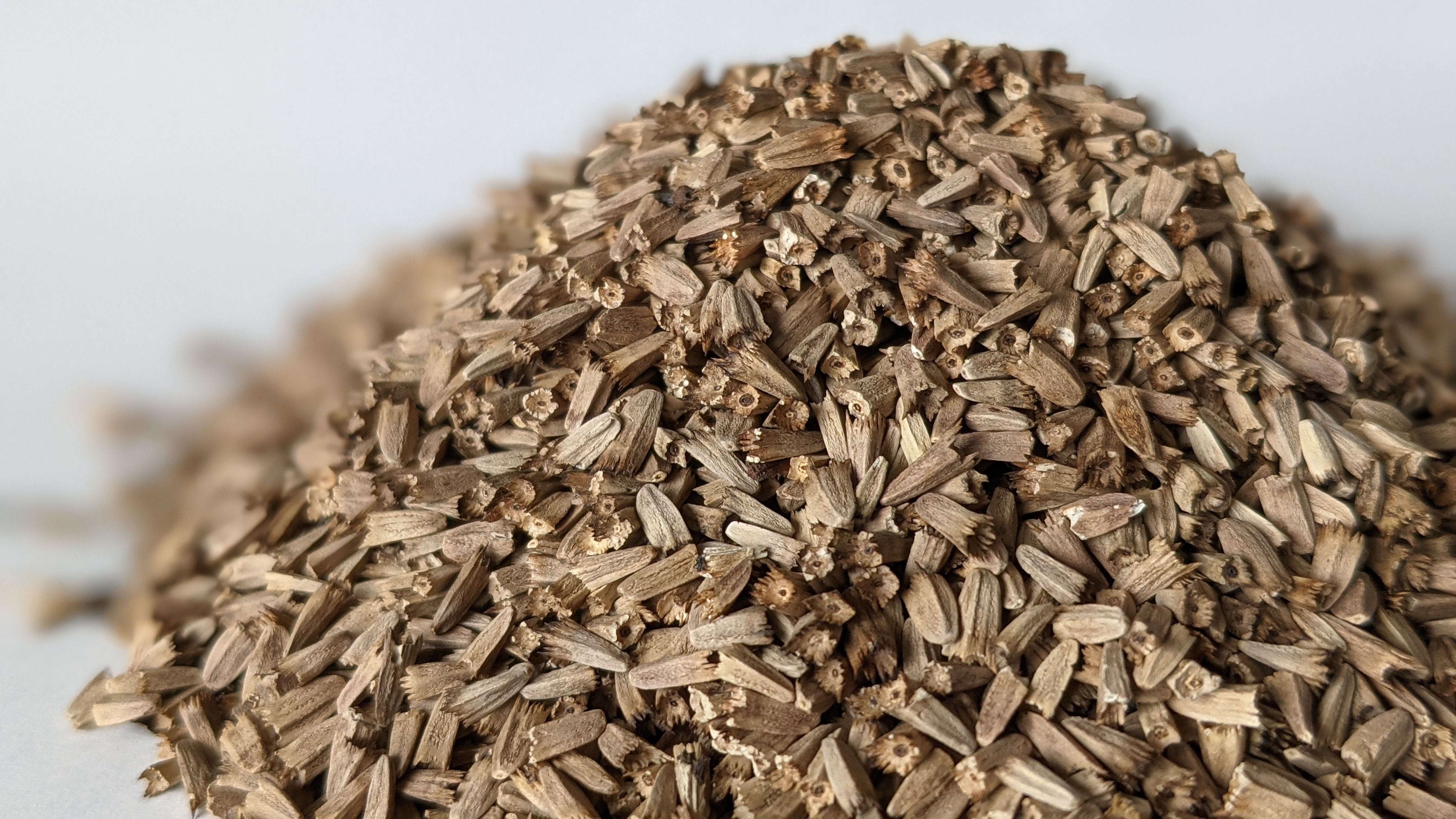
エキナセアの種